# Defensa hipopótamo
|       |       |       |       |       |       |       |       |       |  |
|       | a8 rd | b8    | c8 bd | d8 qd | e8 kd | f8    | g8    | h8 rd |  |
| a7 pd | b7 pd | c7 pd | d7 nd | e7 nd | f7 pd | g7 bd | h7 pd |       |  |
| a6    | b6    | c6    | d6 pd | e6 pd | f6    | g6 pd | h6    |       |  |
| a5    | b5    | c5    | d5    | e5    | f5    | g5    | h5    |       |  |
| a4    | b4    | c4 bl | d4 pl | e4 pl | f4    | g4    | h4    |       |  |
| a3    | b3    | c3 nl | d3    | e3    | f3 nl | g3    | h3    |       |  |
| a2 pl | b2 pl | c2 pl | d2    | e2    | f2 pl | g2 pl | h2 pl |       |  |
| a1 rl | b1    | c1 bl | d1 ql | e1    | f1 rl | g1 kl | h1    |       |  |
|       |       |       |       |       |       |       |       |       |  |

La defensa hipopótamo es el nombre que reciben varios sistemas irregulares de apertura en el deporte del ajedrez que se caracterizan por un movimiento de los peones hasta la tercera fila, generalmente desarrollando sus piezas hasta la segunda fila y sin mover ninguna pieza hasta la cuarta fila durante la apertura.
El escritor y maestro de ajedrez estadounidense Fred Reinfeld declaró que a la vista de esta apertura «Cualquier jugador experto daría la posición de las negras como perdida». El gran maestro internacional Reuben Fine, uno de los jugadores más importantes del mundo en los años 1930 y años 1940, instruyendo a sus lectores sobre como tratar las aperturas irregulares, escribió que «Una vez conseguido un desarrollo en el centro, un ataque bien dirigido decidirá la partida».
Reinfeld, que murió en 1964, se habría sorprendido al ver el desarrollo con éxito de este sistema en una partida del campeonato del mundo de 1966. En este campeonato Boris Spassky empleó este sistema, al que los comentaristas apodaron «hipopótamo», en las partidas 12.ª y 16.ª contra el campeón mundial Tigran Petrosian. En ambas partidas Spassky desarrolló a sus alfiles a b7 y g7, y a sus caballos a d7 y e7. Ambos juegos se terminaron en tablas. No está claro si la imposibilidad de Petrosian de batir la defensa hipopótamo contribuyó a la opinión manifestada por Fine de que «Petrosian es probablemente el jugador más débil que ha conseguido el campeonato mundial».
En el empleo de este sistema contra Petrosian, Spassky probablemente estuvo inspirado por el maestro internacional eslovaco Maximilian Ujtelky, que había estado experimentando con aperturas similares durante varios años. En el encuentro de Ujtelky con negras contra Spassky en Sochi en 1964, utilizó el mismo sistema que posteriormente Spassky adoptó contra Petrosian que se muestra en la siguiente sección. Ujtelky jugó más provocativamente en algunos otros encuentros, como contra el maestro internacional soviético Rashid Nezhmetdinov en el mismo torneo. Nezhmetdinov sacrificó peones en los movimientos 26, 36 y 41, un caballo en el movimiento 45, y un alfil en el movimiento 47; perdió en 75 movimientos. Amatzai Avni, un sicólogo y maestro FIDE israelí, ha escrito sobre el juego de Ujtelky:

Básicamente, Ujtelky provocaba a sus rivales hasta el extremo y esperaba a que tuvieran un ataque de nervios. A veces lo despedazaban, pero en ocasiones su táctica arrojaba dividendos.
Basically, Ujtelky was provoking his opponents to the extreme and was waiting for them to have a nervous breakdown. Sometimes he was slaughtered, at other times his scheme paid dividends.

El maestro internacional Andrew Martin ha dicho del hipopótamo: «La idea consiste en que las negras se desarrollan dentro de sus tres primeras filas al inicio del encuentro. Así construirá una posición sólida y estable, aunque flexible, esperando a ver que hacen las blancas y reaccionar en consecuencia.» El gran maestro Tiger Hillarp Persson ha escrito:

El hipopótamo permanece bajo en el agua. Parece casi ridículamente pasivo y muchos teóricos piensan que es un animal pacífico, casi manso. Pero nada más lejos de la verdad. En un examen más a fondo el animal, la posición y la estadística muestran algo completamente diferente. El hipopótamo es un animal feroz; preparado para destrozar a alguien que se acerque demasiado.
The Hippo lies low in the water. It looks almost ridiculously passive and many theoreticians consider the Hippo to be a peaceful, almost meek animal. But nothing could be further from the truth. On closer scrutiny the animal, the position, and the statistics look almost entirely different. The Hippo is a fierce animal; ready to crush anyone who gets too close.

Vlastimil Hort, Igor Glek y Mihai Șubă están entre los grandes maestros que han empleado la defensa hipopótamo, y Kiril Georgiev la ha usado como una táctica en partidas contra un ordenador. Como se ha dicho anteriormente, Andrew Martin escribió un libro sobre esta apertura en 2005.

## Partidas representativas
|       |       |       |       |       |       |       |       |       |  |
|       | a8 rd | b8    | c8    | d8 qd | e8 kd | f8    | g8    | h8 rd |  |
| a7 pd | b7 bd | c7 pd | d7 nd | e7 nd | f7 pd | g7 bd | h7 pd |       |  |
| a6    | b6 pd | c6    | d6 pd | e6 pd | f6    | g6 pd | h6    |       |  |
| a5    | b5    | c5    | d5    | e5    | f5    | g5    | h5    |       |  |
| a4    | b4    | c4 pl | d4 pl | e4 pl | f4    | g4    | h4    |       |  |
| a3    | b3    | c3 nl | d3    | e3 bl | f3 nl | g3    | h3    |       |  |
| a2 pl | b2 pl | c2    | d2    | e2 bl | f2 pl | g2 pl | h2 pl |       |  |
| a1 rl | b1    | c1    | d1 ql | e1    | f1 rl | g1 kl | h1    |       |  |
|       |       |       |       |       |       |       |       |       |  |

|       |       |       |       |       |       |       |       |    |  |
|       | a8 rd | b8    | c8    | d8 qd | e8    | f8 rd | g8 kd | h8 |  |
| a7    | b7 bd | c7 pd | d7 nd | e7 nd | f7 pd | g7 bd | h7 pd |    |  |
| a6 pd | b6 pd | c6    | d6 pd | e6 pd | f6    | g6 pd | h6    |    |  |
| a5    | b5    | c5    | d5    | e5    | f5    | g5    | h5    |    |  |
| a4 pl | b4    | c4    | d4 pl | e4 pl | f4    | g4    | h4    |    |  |
| a3    | b3    | c3 pl | d3 bl | e3    | f3 nl | g3    | h3    |    |  |
| a2    | b2 pl | c2    | d2 nl | e2    | f2 pl | g2 pl | h2 pl |    |  |
| a1 rl | b1    | c1 bl | d1 ql | e1 rl | f1    | g1 kl | h1    |    |  |
|       |       |       |       |       |       |       |       |    |  |

|       |       |       |       |       |       |       |       |       |  |
|       | a8    | b8    | c8 qd | d8 rd | e8    | f8 nd | g8    | h8 rd |  |
| a7    | b7 bd | c7    | d7    | e7 nd | f7 kd | g7 bd | h7    |       |  |
| a6 pd | b6 pd | c6 pd | d6 pd | e6 pd | f6 pd | g6 pd | h6 pd |       |  |
| a5    | b5    | c5    | d5    | e5    | f5    | g5    | h5    |       |  |
| a4 pl | b4    | c4    | d4 pl | e4 pl | f4    | g4    | h4 pl |       |  |
| a3    | b3 bl | c3 nl | d3    | e3    | f3 nl | g3    | h3 rl |       |  |
| a2    | b2 pl | c2 pl | d2    | e2 ql | f2 pl | g2 pl | h2    |       |  |
| a1    | b1    | c1 bl | d1    | e1 rl | f1    | g1 kl | h1    |       |  |
|       |       |       |       |       |       |       |       |       |  |

Spassky-Ujtelky, Sochi 1964 1.e4 g6 2.d4 Ag7 3.Cc3 a6 4.Cf3 d6 5.Ac4 e6 6.Ag5 Ce7 7.a4 h6 8.Ae3 b6 9.O-O Cd7 10.Te1 O-O 11.Dd2 Rh7 12.Tad1 Ab7 13.De2 Dc8 14.Af4 Td8 15.h4 Cf8 16.Ab3 f6 17.Cb1 e5 18.Ac1 Ce6 19.c3 Tf8 20.Ca3 f5? 21.dxe5 dxe5 22.Cxe5! Axe5 23.exf5 Txf5 24.Ac2 Th5?? 25.Dxh5 1-0.
Petrosian-Spassky, Campeonato del mundo de 1966 (partida 12) 1.Cf3 g6 2.c4 Ag7 3.d4 d6 4.Cc3 Cd7 5.e4 e6 6.Ae2 b6 7.O-O Ab7 8.Ae3 Ce7 9.Dc2 h6 10.Tad1 O-O 11.d5 e5 12.Dc1 Rh7 13.g3 f5 14.exf5 Cxf5 15.Ad3 Ac8 16.Rg2 Cf6 17.Ce4 Ch5 18.Ad2 Ad7 19.Rh1 Ce7 20.Ch4 Ah3 21.Tg1 Ad7 22.Ae3 De8 23.Tde1 Df7 24.Dc2 Rh8 25.Cd2 Cf5 26.Cxf5 gxf5 27.g4 e4 28.gxh5 f4 29.Txg7 Dxg7 30.Tg1 De5 31.Cf3 exd3 32.Cxe5 dxc2 33.Ad4 dxe5 34.Axe5+ Rh7 35.Tg7+ Rh8 36.Tg6+ Rh7 37.Tg7+ Rh8 38.Tg6+ Rh7 39.Tg7+ ½–½.
Petrosian-Spassky, Campeonato del mundo de 1966 (partida 16) 1.d4 g6 2.e4 Ag7 3.Cf3 d6 4.Ae2 e6 5.c3 Cd7 6.O-O Ce7 7.Cbd2 b6 8.a4 a6 9.Te1 Ab7 10.Ad3 O-O 11.Cc4 De8 12.Ad2 f6 13.De2 Rh8 14.Rh1 Df7 15.Cg1 e5 16.dxe5 fxe5 17.f3 Cc5 18.Ce3 De8 19.Ac2 a5 20.Ch3 Ac8 21.Cf2 Ae6 22.Dd1 Df7 23.Ta3 Ad7 24.Cd3 Cxd3 25.Axd3 Ah6 26.Ac4 Dg7 27.Te2 Cg8 28.Axg8 Txg8 29.Cd5 Axd2 30.Txd2 Ae6 31.b4 Df7 32.De2 Ta7 33.Ta1 Tf8 34.b5 Taa8 35.De3 Tab8 36.Tf1 Dg7 37.Dd3 Tf7 38.Rg1 Tbf8 39.Ce3 g5 40.Tdf2 h5 41.c4 Dg6 42.Cd5 Tg8 43.De3 Rh7 44.Dd2 Tgg7 45.De3 Rg8 46.Td2 Rh7 47.Tdf2 Tf8 48.Dd2 Tgf7 49.De3 ½–½.
Barczay-Ivkov, Interzonal de Susa (Túnez) de 1967 1.e4 g6 2.d4 Ag7 3.Cf3 d6 4.Ac4 a6 5.O-O e6 6.Ag5? Ce7 7.Dd2 h6 8.Ae3 Cd7 9.Cc3 b6 10.Tfe1 Ab7 11.a4 Cf6 12.e5? Cfd5 13.Af4 Cxc3 14.Dxc3? (14.bxc3) O-O 15.exd6 cxd6 16.Da3 Cf5 17.c3? (17.Tad1) Axf3 18.gxf3 e5! 19.Ag3 h5 20.dxe5 dxe5 21.Rh1 Dg5 0-1.
Baburin-Miles, 4NCL, Inglaterra 2000 1.d4 e6 2.c4 b6 Una defensa inglesa, pero que pronto se convierte en hipopótamo. 3.a3 g6 4.Cc3 Ag7 5.e4 Ce7 6.Cf3 Ab7 7.Ad3 d6 8.0-0 Cd7 9.Te1 h6 10.h3 a6 11.Ae3 g5 12.Tc1 c5 13.d5 Cg6 14.Ac2 De7 15.Dd2 0-0 16.Tcd1 Cde5 17.Cxe5 Axe5 18.Ad3 Df6 19.Ca4 Tab8 20.Cxb6 Ac8 21.Ca4 Si 21.Cxc8 Txb2! 22.Da5 Txc8 23.Dxa6 Tcb8 seguido por... Cf4 y... Ad4. Ad7 22.Cc3 Tb3 23.Tb1 Tfb8 24.Cd1 exd5 25.cxd5 Cf4 26.Axf4 gxf4 27.Ac2 Txh3! 28.gxh3 Rh8 29.f3 Tg8+ 30.Rh1 Dh4 0-1. Esta fue una de las últimas partidas de Miles, y con ella ganó póstumamente el premio de «Partida de la Temporada».